# Komijski pragozdovi
Komijski pragozdovi so območje vpisani na Unescov seznam svetovne dediščine v gorovju Severnega Urala v Republiki Komi v Rusiji. S 32.800 km2 je največji pragozd v Evropi.

## Geografija in ekologija
Komijski pragozdovi, ki so v severovzhodnem delu evropske Rusije, obsegajo približno 3,28 milijona hektarjev, zaradi česar so največje območje borealnih pragozdov v Evropi. To obsežno območje vključuje raznolike pokrajine, kot so tundra, alpska tundra in borealni gozdovi, ki leži zahodno od gorovja Ural v Republiki Komi.
V flori regije prevladujejo vrste iglavcev, vključno s sibirsko smreko (Picea obovata), sibirsko jelko (Abies sibirica) in sibirskim macesnom (Larix sibirica). Prevladujejo tudi listavci, kot sta trepetlika in breza, ki prispevajo k bogati biotski raznovrstnosti območja. Gozdovi služijo kot zatočišče za redke vrste in vsebujejo eno najdragocenejših evropskih zalog genetske in biološke raznovrstnosti.
Favna Komijskih pragozdov je enako raznolika in podpira vrste, kot so severni jelen, sobolj, norka (Mustela lutreola) in planinski zajec. Območje je tudi dom različnih vrst ptic, vključno s petelinom (Tetrao) in sibirsko šojo (Perisoreus infaustus). Te ekosisteme spremljajo in proučujejo že več kot petdeset let in zagotavljajo dragocene dokaze o naravnih procesih, ki vplivajo na biotsko raznovrstnost v tajgi.
Komijski pragozdovi so del ekoregije tajga Uralskega gorovja, za katero je značilno subarktično podnebje z dolgimi, mrzlimi zimami in kratkimi, toplimi poletji. To podnebje podpira obsežna šotišča, reke in naravna jezera, ki igrajo ključno vlogo pri sekvestraciji ogljika in ohranjanju regionalne hidrologije. Neokrnjeno stanje gozdov ponuja edinstveno priložnost za preučevanje naravnih borealnih ekosistemov brez znatnega človekovega vmešavanja.
Zaradi priznanja njihovega ekološkega pomena so bili Komijski pragozdovi leta 1995 uvrščeni na Unescov seznam svetovne dediščine in tako postali prva ruska naravna znamenitost, ki je prejela ta status. Ta oznaka vključuje dve zaščiteni območji: naravni rezervat Pečora-Ilič, ustanovljen leta 1930, in narodni park Jugid Va, ustanovljen leta 1994. Ta območja skupaj igrajo ključno vlogo pri ohranjanju edinstvene biotske raznovrstnosti in ekoloških procesov v regiji.

## Grožnje
Kljub temu, da je območje priznano kot območje svetovne dediščine, vodja republike in ministrstvo za naravo Komija dejavno lobirata za poskuse pridobivanja zlata.

## Galerija
- Sosnogorsk, Komi
- Biosferni rezervat Pečora-Ilič